# Liste der Dienstgrade und Truppengattungen in der römischen Armee
Die Dienstgrade und Truppengattungen in der römischen Armee werden, soweit bekannt, aufgelistet. Der Zeitraum umfasst die Republik, die Kaiserzeit sowie die Spätantike.

## Offiziere
- Centurio; der Befehlshaber einer Centurie
- Decurio; Führer von 30–40 Reitern (Turma) (in der Frührepublik: siehe Unteroffiziere)
- Legatus; der Befehlshaber einer Legion
- Praefectus; verschiedene Funktionen in Verwaltung und Militär; u. a. Kommandant einer Hilfstruppeneinheit
- Praefectus Castrorum; Kommandant des Feldlagers und Versorgungsführer einer Legion
- Primus Pilus; der ranghöchste Centurio einer Legion
- Tribunus; Stabsoffizier in einer Legion

In der späten Kaiserzeit kamen noch folgende höhere Offizierstitel hinzu:
- Comes; ein regionaler Kommandeur; dem Dux übergeordnet
- Dux; der Militärkommandeur einer Provinz
- Magister militum; Oberbefehlshaber eines Verbandes der Comitatenses oder einer der Hofarmeen in der Spätantike. In diesem Sinne ranghöchster Offizier in der spätrömischen Armee (in Teilen der Fachliteratur auch als „General“ bezeichnet).

## Rangniedere Offiziere und  Unteroffiziere
Rangniedere Offiziere und Unteroffiziere werden als Principales bezeichnet. Zu ihnen gehören:
- Actuarius; Unteroffizier in der Funktion eines Proviantmeisters für die Truppenversorgung verantwortlich. In der Spätantike waren die Actuarii nur noch reine Zivilbeamte.
- Aquilifer; seit der Heeresreform des Marius der ranghöchste Feldzeichenträger der Legion, er trug den Legionsadler
- Beneficiarius; eine Art Sekretär in der Legion
- Biarchus; ein spätantiker Unteroffiziersrang der zwischen dem Circitor und dem Centenarius stand. Ein Verpflegungsunteroffizier der wohl gleichzeitig Führer eines Contuberniums war oder sein konnte.
- Cornicularius; Er wurde als Ordonnanzoffizier eingesetzt und führte in dieser Funktion den Verwaltungsstab ranghöherer Offiziere.[1] Im Dienstgrad stand er unter einem Legionszenturio[2] und über dem Actuarius.[3]
- Decanus; in späterer Nachfolge des Decurios als „Zehnschaftsführer“ für ein achtköpfiges Contubernium verantwortlich. Später wird aus dem Decanus ein niederer Beamtenrang.
- Decarchus; während der Spätantike in der Nachfolge des Decanus als „caput contubernium“ für ein achtköpfiges Contubernium verantwortlich.[4]
- Decurio; in der Frühzeit der Republik der Führer einer Gruppe von zehn Legionären (Infanterie) bzw. Reitern, (später: siehe Offiziere)
- Imaginifer; in der Kaiserzeit der Träger eines Bildnisses des herrschenden Kaisers
- Optio ad spem (ordinis)/Optio spei; ein ranghöherer Optio centuriae, der als Kandidat auf die nächste freie Stelle als Centurio wartete und diesen vertreten konnte. Es gab eine Vielzahl von Optio-Rängen wie den Optio scholae, die auch in Form von ad hoc optiones als Sonderaufgaben an einfache Soldaten vergeben werden konnten.[5]
- Signifer; der Träger des Signums (ein Feldzeichen, das von einer Centurie verwendet wurde)
- Tesserarius; der Leiter der Wachstube einer Centurie
- Vexillarius; der Träger des Vexillums (ein Feldzeichen, das von verschiedenen Einheiten verwendet wurde)

## Mannschaften
Zur Zeit der Republik wurden die römischen Bürger durch den Zensus in Einkommensklassen unterteilt. Da sich der Wehrpflichtige seine Waffen und Ausrüstung selbst beschaffen musste, bestimmte der Zensus auch die Zuordnung zum jeweiligen Truppenteil, die dann je nach Vermögen der Soldaten unterschiedlich gut ausgerüstet waren. Die Soldaten wurden daher folgendermaßen untergliedert:
- Hastatus; ein Leichtbewaffneter, ausgerüstet mit einer Stoßlanze (siehe Hasta), später mit 2 Wurfspeeren, Schwert und Schild
- Princeps; ein Schwerbewaffneter, ausgerüstet mit einer Stoßlanze (später mit 2 Wurfspeeren), Schwert, Körperpanzer und Schild
- Triarius; ein Schwerbewaffneter, ausgerüstet mit Speer, Schwert, Körperpanzer und Schild

Durch die Heeresreform des Marius wurde die Bewaffnung der Legionäre vereinheitlicht, die vorgenannten Truppenteile unterschieden sich dann für lange Zeit nicht mehr in der Ausrüstung, sondern die Soldaten wurden ihnen mit zunehmender Erfahrung bzw. Dienstalter zugeordnet.
- Veles; ein Leichtbewaffneter, ausgerüstet mit mehreren leichten Wurfspeeren und kleinem Schild

weitere Leichtbewaffnete:
- Antesignanus; ausgerüstet mit leichten Wurfspeeren und kleinem Schild
- Rorarius; ausgerüstet mit leichten Wurfspeeren und Schleuder

Bei der Kavallerie gab es als kleinste Einheit die Turma und als übergeordnete Einheit die Ala. In der Kaiserzeit gab es noch folgende speziell ausgerüstete Reiter:
- Clibanarius; ein schwer gepanzerter Reiter
- Contarius; ein Reiter, der mit einer 3–4 m langen Lanze bewaffnet war; möglicherweise ein Vorläufer des Kataphraktos
- Eques sagittarius; ein berittener Bogenschütze
- Kataphraktos; ein schwer gepanzerter Reiter
- Dromedarii; auf Kamelen reitende Kavalleristen der Auxiliartruppen (Hilfstruppen)

Sonstige:
- Evocatus; ein Veteran, der nach Ablauf seiner regulären Dienstzeit freiwillig in den Militärdienst zurückgekehrt ist
- Explorator; ein Langstrecken-Kundschafter oder Fernaufklärer
- Ferentarius; ein Leichtbewaffneter der Kaiserzeit
- Speculator; eine Art Kundschafter oder Späher
- Tiro; der Rekrut in der Ausbildung, bevor er als Miles in die Armee übernommen wird

## Sonstige
Die Aeneatores waren für die Übermittlung von Befehlen zuständig. Zu ihnen gehören:
- Bucinator; eine Art Trompeter
- Cornicen; eine Art Hornbläser
- Tubicen; eine Art Tubabläser

Die Immunes waren vom normalen Dienst und schweren Arbeiten befreit. Oft waren es Spezialisten wie etwa:
- Actuarius; Proviantmeister, verantwortlich für die Truppenversorgung[3] Stammten die Actuarii während des Prinzipats aus den Reihen des Militärs, wurden sie in der Spätantike auch in den Kasernen zu reinen Zivilbeamten.[6]
- Architectus; Baumeister
- Ballistrarius; Geschützbedienung
- Capsarius; Sanitäter
- Fabrius; Schmied
- Ferrarius; Eisenschmied
- Gubernator; Steuermann
- Lapidarius; Steinmetz
- Librarius, Scriniarius; Schreiber
- Medicus: Arzt
- Mensor; Landvermesser
- Naupegus; Schiffbauer
- Sagittarius; Bogenschütze oder Pfeilmacher

Des Weiteren gab es noch folgende Soldaten oder Zivilisten mit speziellen Aufgaben:
- Cacula; ein Offiziersbursche
- Custos armorum; ein Schmied, der für die Ausbesserung und Produktion von Handwaffen zuständig war
- Frumentarius; ursprünglich ein Soldat, der für die Beschaffung von Nahrungsmitteln zuständig war
- Mulio; ein Maultiertreiber, der für das Maultier und das Zelt eines Contuberniums (Zeltgemeinschaft von acht Mann) zuständig war
- Pabulator; ein Soldat, der für die Beschaffung von Futter für die Nutztiere zuständig war
- Strator; ein Pferdeknecht

## Gliederung
Zur Zeit der Republik war die Armee wie folgt gegliedert:
- Legio; 4200 Mann römischer Bürger, aufgeteilt in 1200 Velites, 1200 Hastati, 1200 Principes und 600 Triarii. Dazu kamen noch 300 Reiter.
- Manipel; bestehend aus zwei Centurien
- Centurie; ursprünglich 100, später dann 80 Mann

Nach der Heeresreform des Marius und in der (frühen) Kaiserzeit war die Armee wie folgt gegliedert:
- Legio; 5000–6000 Mann in zehn Kohorten. Dazu kamen noch 120 Reiter.
- Kohorte; bestehend aus drei Manipeln
- Manipel
- Centurie

Darüber hinaus gab es eigenständige Reitereinheiten wie Ala quingenaria bzw. Ala milliaria (siehe Ala) sowie Auxiliartruppen.
Des Weiteren existierten in der Kaiserzeit als Gardeeinheiten:
- Prätorianer
- Equites singulares

Nach ihrer Auflösung im Jahr 312 wurden in der Spätantike folgende Gardetruppen gebildet:
- Excubitores
- Protectores domestici
- Scholae palatinae

In der späten Kaiserzeit veränderte sich die römische Armee grundlegend. Die Legionen wurden oft in mehrere kleinere Einheiten (Vexillationen) aufgeteilt und änderten dabei teilweise auch ihren Namen. Manche dieser Vexillationen wurden in den Truppenlisten (siehe Notitia dignitatum) oft als eigene Legionen geführt. Die neuen Einheiten wurden dabei grundsätzlich wie folgt unterschieden:
- Comitatenses; eine vom Grenzheer losgelöste Armee aus Eliteeinheiten, wurde meist als mobile Eingreiftruppe eingesetzt
- Limitanei; direkt an der Grenze stationierte Einheiten

Im Rahmen der Grenzsicherung gab es auch noch kleine, meist selbstständig operierende Hilfstruppen für Wach- und Aufklärungseinsätze (siehe Numerus).

## Entlohnung
Die jährliche Entlohnung der Soldaten (in Denarii) wird wie folgt angegeben:
| Rang                                  | 13 v. Chr. | 83 n. Chr. | 197 n. Chr. | 212 n. Chr. | 235 n. Chr. |
| ------------------------------------- | ---------- | ---------- | ----------- | ----------- | ----------- |
| Soldat in einer Hilfstruppeneinheit   | 187,5      | 250        | 500         | 750         | 1.500       |
| Soldat in einer Legion                | 225        | 300        | 600         | 900         | 1.800       |
| Reiter in einer Cohors equitata       | 225        | 300        | 600         | 900         | 1.800       |
| Reiter in einer Ala                   | 262,5      | 350        | 700         | 1.050       | 2.100       |
| Reiter in einer Legion                | 262,5      | 350        | 700         | 1.050       | 2.100       |
| Centurio in einer Hilfstruppeneinheit | 937,5      | 1.250      | 2.500       | 3.750       | 7.500       |
| Decurio in einer Cohors equitata      | 1.125      | 1.500      | 3.000       | 4.500       | 9.000       |
| Decurio in einer Ala                  | 1.312,5    | 1.750      | 3.500       | 5.250       | 10.500      |
| Centurio in einer Legion              | 3.375      | 4.500      | 9.000       | 13.500      | 27.000      |
| Primi Ordines                         | 6.750      | 9.000      | 18.000      | 27.000      | 54.000      |
| Primus Pilus                          | 13.500     | 18.000     | 36.000      | 54.000      | 108.000     |

Die Angabe des Soldes bezieht sich im Falle der Mannschaften auf einen einfachen Soldaten (Miles gregarius) sowie einen Immunis. Die Principales erhielten dagegen einen höheren Sold: ein sesquiplicarius erhielt den 1,5-fachen, ein duplicarius den doppelten Sold.
Verantwortlich für die Auszahlung des Soldes und die Verwaltung der Konten war der Cornicularius oder Librarius der Einheit. Vom auszuzahlenden Sold wurde ein bestimmter Betrag für verschiedene Aufwendungen abgezogen, außerdem musste der Soldat einen Teil seines Soldes als Ersparnis in der Kasse der Einheit zurücklegen (in deposito). Die Höhe dieser Abzüge wird auf 40 bis 80 Prozent geschätzt. Wie der Sold genau ausgezahlt wurde (ob in Edelmetall, Bronzegeld oder gemischt) ist umstritten. Zusätzlich zum regulären Sold erhielten die Soldaten gelegentlich Donativa; diese wurden vermutlich in Gold bezahlt. Durch eine Inschrift ist belegt, dass ein Offizier in Gold bezahlt wurde.
Der jährliche Sold wurde den Soldaten in drei Auszahlungen, am 1. Januar, am 1. Mai und am 1. September ausgehändigt. Neben dem Sold gab es auch noch weitere Geldzahlungen für gesonderte Ausgaben; so ist ein Fall aus dem Jahr 179 n. Chr. bekannt, in dem Reiter der Ala Veterana Gallica ein jährliches Heugeld von 25 Denarii erhielten.